# Balbagay
Balbagay (kinesiska: 巴里巴盖, 巴里巴盖乡) är en socken i Kina. Den ligger i den autonoma regionen Xinjiang, i den nordvästra delen av landet, omkring 410 kilometer norr om regionhuvudstaden Ürümqi. Antalet invånare är 4 208. Befolkningen består av 2 052 kvinnor och 2 156 män. Barn under 15 år utgör 20,0 %, vuxna 15-64 år 73 %, och äldre över 65 år 5,0 %.
Runt Balbagay är det glesbefolkat, med 11 invånare per kvadratkilometer. Närmaste större samhälle är Beitun, 19,3 km söder om Balbagay. Trakten runt Balbagay består i huvudsak av gräsmarker.
Genomsnittlig årsnederbörd är 223 millimeter. Den regnigaste månaden är juli, med i genomsnitt 28 mm nederbörd, och den torraste är mars, med 8 mm nederbörd.